# Lo scandalo di padre Brown
Lo scandalo di padre Brown è l'ultimo volume di racconti gialli dello scrittore inglese G.K.Chesterton, composto nel 1935, che conclude la raccolta di libri che ha come protagonista padre Brown.

## Composizione
Ogni libro della raccolta è composto da storie brevi, qui di seguito i titoli che vanno a comporre Lo scandalo di padre Brown:
- Lo scandalo di padre Brown, titolo originale The scandal of Father Brown
- Lo Svelto, titolo originale The Quick One
- La maledizione del libro, titolo originale The blast of the book
- L'Uomo Verde, titolo originale The Green Man
- L'inseguimento del signor Blue, titolo originale The pursuit of mr. Blue
- Il crimine del comunista, titolo originale The crime of the communist
- La punta di uno spillo, titolo originale The point of a pin
- Il problema insolubile, titolo originale The insoluble problem
- Il vampiro del villaggio, titolo originale The vampire of the village
- L'affare Donnington, titolo originale The Donnington affair (scritto con Max Pemberton)
- La maschera di Mida, titolo originale The mask of Midas

## Edizioni
- G.K.Chesterton, Lo scandalo di padre Brown, traduzione di Ferrari P., Piemme, 1999,  pp.221, ISBN 978-88-384-2916-3.
- G.K.Chesterton, Lo scandalo di padre Brown, traduzione di Ferrari P., Passigli Narrativa, Passigli, 2010,  pp.160, ISBN 978-88-368-1233-2.